# Isaac Acquaye
Isaac Acquaye – ghański piłkarz grający na pozycji obrońcy. W swojej karierze grał w reprezentacji Ghany.

## Kariera klubowa
W swojej karierze piłkarskiej Acquaye grał w klubie Dumas Boys of GTP.

## Kariera reprezentacyjna
W reprezentacji Ghany Acquaye zadebiutował w 1978 roku. W tym samym roku powołano go do kadry na Puchar Narodów Afryki 1978. Wystąpił w nim w pięciu meczach: grupowych z Zambią (2:1), z Nigerią (1:1) i z Górną Woltą (3:0), półfinałowym z Tunezją (1:0) i finałowym z Ugandą (2:0). Z Ghaną wywalczył mistrzostwo Afryki.
W 1980 roku Acquaye został powołany do kadry na Puchar Narodów Afryki 1980. Zagrał w nim w trzech meczach grupowych: z Algierią (0:0), z Gwineą (1:0) i z Marokiem (0:1).
W 1984 roku Acquaye został powołany do kadry na Puchar Narodów Afryki 1984. Na tym turnieju zagrał w jednym meczu grupowym, z Nigerią (1:2). W kadrze narodowej grał do 1984 roku.